# پاداشی عظیم
«پاداشی عظیم» (به انگلیسی: Some Great Reward) آلبومی از دپش مد است که در ۲۴ سپتامبر ۱۹۸۴ منتشر شد.
این آلبوم در چارت‌های بریتانیا جزو ده آلبوم اول قرار گرفت.